# إدوارد إيفانز
إدوارد إيفانز (بالإنجليزية: Edward Evans) هو سياسي أسترالي، ولد في 7 سبتمبر 1939 في أستراليا، وتوفي في 30 أبريل 1981 في أستراليا. حزبياً، نشط في حزب العمال الأسترالي ‏. وقد انتخب عضو الجمعية التشريعية لأستراليا الغربية.